# Lista de personalidades gagas
Esta é uma listas de personalidades gagas, ou seja, uma lista que apresenta pessoas notórias que apresentam algum nível perceptível de gagueira.

## Atores
- Rowan Atkinson [1]
- Nicholas Brendon[2]
- James Earl Jones[3]
- Julia Roberts[4]
- Eric Roberts[4]
- Tom Sizemore[4]
- Emily Blunt[4]
- Harvey Keitel[4]
- Peggy Lipton[4]
- Anthony Quinn[4]
- John Melendez[5]
- Marilyn Monroe[3]
- Sam Neill[6]
- Jake Steinfeld[7]
- Bruce Willis[3]
- Hugh Grant[3]
- Daniel Kitson[3]
- Nicole Kidman[4]
- Samuel L. Jackson[4]
- James Earl Jones[4]
- Charlie Sheen[4]
- Ed Sheeran[4]

## Filantropos
- Malcolm Fraser [8]

## Políticos
- Ed Balls[9]
- Winston Churchill[3]
- Cláudio[10]
- Demosthenes[11]
- Proinsias de Rossa MEP[12]
- Matti Vanhanen[13]
- Nawab Aslam Raisani[14]
- George VI do Reino Unido
- Joe Biden[15]
- Alberto II de Mônaco[4]

## Músicos
- Noel Gallagher[16]
- Marc Almond[17]
- Mel Tillis[18]
- Gareth Gates[19]
- Arno Hintjens[20]
- Jim Kerr[3]
- Scatman John[21]
- Kylie Minogue[3]
- Chris Martin[3]
- Bart Peeters[22]
- Rory Storm[23]

## Esportistas
- Johnny Damon[24]
- Bob Love[25]
- Ken Venturi[26]
- Tiger Woods[27]
- Bill Walton[28]
- Darren Sproles[29]

## Escritores
- Lewis Carroll[3][30]
- Margaret Drabble[31]
- Dylan Jones[32]
- William Somerset Maugham[3]
- Edward Hoagland[33]
- David Mitchell[34]
- John Updike[3]
- Machado de Assis
- Otto Maria Carpeaux

## Outros
- Lord Carver[35]
- King George VI[3]
- Sir Isaac Newton[3]
- Aristotle[3]
- E. M. S. Namboodiripad[3]
- Charles Darwin[36]
- Gaga de Ilhéus[37]